# Sollstedt
Sollstedt est une commune allemande de l'arrondissement de Nordhausen, Land de Thuringe.

## Géographie
Sollstedt se situe dans l'Eichsfelder Pforte, au sud du Kattstein. La commune est traversée par la Wipper et son territoire par la Friede.
| Buhla         |           | Bleicherode  |
| Breitenworbis | Sollstedt |              |
| Deuna         |           | Helbedündorf |

La commune comprend les quartiers de Wülfingerode et Rehungen.

## Histoire
Sollstedt est mentionné pour la première fois en 1221 sous le nom de "Solstede". L'abbaye de Walkenried possède des domaines ici.
Au cours de la Seconde Guerre mondiale, 450 prisonniers du camp de concentration de Dora doivent travailler dans les mines de potasse. Parmi eux, il y a le communiste Albert Kuntz, comme l'évoque le monument érigé en 1990. La mine ferme en 1991.

## Infrastructure
Sollstedt se situe sur la ligne de Halle à Münden et la partie de la Bundesstraße 80 devenue la Landesstraße 3080.

## Personnalités liées à la commune
- Hans von Bodenhausen (1606–1684), officier danois enterré dans l'église de Wülfingerode.
- Ulrich Haberland (1900-1961), chimiste.

## Source de la traduction
- (de) Cet article est partiellement ou en totalité issu de l’article de Wikipédia en allemand intitulé « Sollstedt » (voir la liste des auteurs).